# Phare de Cabo San Agustín
Le phare de Cabo San Agustín (Faru de Ḷḷuarca) en asturien) est un phare situé sur Cabo San Agustín, dans la localité d'Ortiguera, paroisse civile de Luarca de la commune de Coaña , dans la province des Asturies en Espagne.
Il est géré par l'autorité portuaire d'Avilés .

## Histoire
Le phare actuel, érigé à l'embouchure de la rivière Navia, a été mis en service en 1975. Il remplace une balise posée sur une petite tour ronde en pierre, avec galerie, de 5.5 m de haut construite en 1945 qui marquait l'entrée du port. Celle-ci est toujours présente devant le nouveau phare.
C'est une tour cylindrique de 25 m de haut, avec galerie double et lanterne, posée sur un petit bâtiment technique. Il est peint en blanc, avec deux bandes noires horizontales. il est localisé sur Cabo San Agustin, à gauche de la rivière et à droite du port de pêche d'Ortiguera.
Identifiant : ARLHS : SPA044 ; ES-02640 - Amirauté : D1657 - NGA : 2316.